# Богров Дмитро Григорович
Дмитро́ Григо́рович Богро́в (29 січня (10 лютого) 1887 , Київ, Київська губернія, Російська імперія  — 12 (25) вересня 1911 , Київ, Київська губернія, Російська імперія ) — російський революціонер-есер єврейського походження, убивця голови Ради міністрів Російської імперії Петра Столипіна.

## Життєпис
Народився 29 січня (10 лютого) 1887 року в родині присяжного повіреного і великого домовласника єврейського походження в м. Києві, нині Україна.
У листопаді 1905 року влаштувався на юридичний факультет Мюнхенського університету. Захопився працями теоретиків анархізму — Петра Кропоткіна, Макса Штірнера. В 1906 році повернувся до Києва, поновив заняття у Київському університеті, який закінчив 1910 року. З кінця 1906 року вступив у київську групу анархістів-комуністів. За кілька місяців, розчарувавшись в анархістах, добровільно запропонував свої послуги Київському охоронному відділенню. Як платний агент (агентурний псевдонім «Аленський»), співпрацював з охоронним відділенням до 1910 року, видав ряд анархістів і есерів і отримував за свої послуги 100—150 карбованців щомісяця. Зокрема, за його доносами наприкінці 1907 — початку 1908 року заарештовано більшість членів анархо-комуністичної групи Сандомирського-Тиша. Був помічником присяжного повіреного у Петербурзі. У 1910 році — у зв'язку з тим, що у підпільних колах поширилися підозри щодо його провокаторства, тимчасово перервав відносини з поліцією.

## Вбивство Петра Столипіна
Наприкінці серпня 1911 року перед приїздом у Київ імператора Миколи II із почтом на урочистості, присвячені відкриттю пам'ятника Олександру II, з'явився до Київського охоронного відділення з повідомленням про те, що нібито есерами готується замах на одного з сановників. 1 вересня 1911 року з перепусткою, виданою начальником Київського охоронного відділення, пройшов у міський оперний театр і під час другого антракту спектаклю двома кулями поранив голову Ради міністрів П. А. Столипіна. Підійшовши на відстань двох-трьох кроків, він двічі вистрілив в Столипіна. Одна куля навиліт ранила його в руку і зачепила скрипаля в оркестрі. Інша поцілила в орден на грудях, змінила напрям, пройшла через живіт і засіла в попереку. Богров був схоплений на місці злочину. 
За вироком військово-окружного суду засуджений до страти й повішений вночі 12 (25) вересня 1911 біля Лисогірського форту Київської фортеці. Під час страти Богров тримався мужньо і запропонував катові підняти підборіддя задля того, щоб накинути зашморг.
Після замаху на Столипіна в пресі було зазначено начебто справжні ім'я та по-батькові Богрова — Мордехай (Мордко) Гершкович. Утім, це твердження насправді не відповідає істині.